# Akado
Akado (japonés 赤道 Akado: el camino rojo; el camino sangriento) es una banda de rock rusa que posiciona su estilo como "rock visual inteligente". Este estilo es una mezcla ecléctica de tradiciones visuales de glam y j-rock, y también contiene elementos visual kei con énfasis en la androginia. En términos de sonido, el grupo combinó muchas direcciones musicales: metal industrial, metal gótico y dark ambient. El grupo se formó en 2002.
El grupo realiza sus canciones en los idiomas inglés, ruso y japonés. Se presta especial atención a la apariencia de los participantes:

## Integrantes
- Nikita "Shein" Shatenev - voz, guitarra, composición, producción artística (desde 2002)

Otros miembros del grupo se turnaron en el siguiente orden:
Años 2016:
- MioMi - bajo, música
- Rate - guitarra
- Keí - samples, programación musical, teclados
- Gins - batería

Año 2013:
- MioMi - bajo, música
- Rate - guitarra
- Keí - electrónica, samples, programación
- Ghost - batería.

Año 2010:
- MioMi - bajo, música
- Kelly - guitarra
- Ghost - batería.

Año 2008:
- STiNGeR - electrónica, samples, programación, teclas, coros,
- MioMi - bajo, música
- Kelly - guitarra
- Ghost - batería.

Año 2007:
- STiNGeR - electrónica, samples, teclas, coros
- Lackryx - bajo
- Green - batería
- Winter - guitarra.

Año 2006:
- Chaotic - coros
- STiNGeR - electrónica, samples, teclas
- Lackryx - bajo
- Green - batería.

Año 2002:
- Chaotic - coros
- Lackryx - bajo
- Green - batería.

## Historia

### Los primeros años: 2001-2003
El primer grupo, que, en los años escolares, fue reunido por Nikita Shatenev, se llamó "Blockade". En 2001, en el pueblo de Sovetsky, cerca de Vyborg, cuatro compañeros de clase reunieron un grupo. Estos fueron: Nikita "Shatenew" Shatenev (voz, guitarra), Igor "Lackryx" Likarenko (bajo, recitativo), Alexander Grechushkin (guitarra), Grigory "Green" Arkhipov (batería).
En 2002, el colectivo grabó y lanzó una pequeña edición (500 discos) del álbum demo "Quiet Genealogical Expression", que consta de 13 pistas. La circulación pronto se agotó, y el grupo fue invitado a varios eventos, lo que resultó en una actuación en varios conciertos al aire libre y en clubes, incluso en Finlandia, en Tampere.

### Nacimiento de AKADO: 2003-2007
A principios de 2003, Shatenev, Likarenko y Arkhipov se mudaron a San Petersburgo. Después de la mudanza, se decidió cambiar el nombre del grupo, ya que originalmente se eligió por casualidad y no correspondía con el concepto consciente y deseado del grupo. Sin embargo, los participantes no querían cambiarlo por completo: el logotipo del grupo, amado tanto por el público como por los propios músicos, consistía en las letras de su nombre. Shatenev destacó del antiguo nombre "Blockade", la más agradable, en su opinión, la consonancia - "Akado". Se le asignan los caracteres japoneses "rojo" (japonés 赤 aka, "color rojo") y "camino" (japonés 道 miti o a:, "camino", "camino"). El nombre AKADO, por lo tanto, significa "el camino rojo", los miembros del grupo tienen el significado "camino sangriento". Sin embargo, en japonés, esta combinación de jeroglíficos tiene una lectura y un significado diferentes: (japonés 赤道 Sekido: ecuador). Por lo tanto, el grupo deja la oportunidad para que todos interpreten la palabra AKADO por sí mismos, basándose en estos significados y preferencias personales.
Pronto, en su primer año en la universidad, Nikita Shatenev conoció a Anatoly "STiNGeR" Rubtsov, que estaba versado en una gran cantidad de disciplinas informáticas y multimedia, y también se dedicaba a la música electrónica. La comunicación con él posteriormente llevó a la decisión de hacer de Anatoly el director del grupo. Al mismo tiempo, Shatenev invitó a su compañero de clase Nikolai "Chaotic" Zagoruyko al grupo como el segundo vocalista. Entonces, la banda apareció por primera vez con voces sobrecargadas (gruñidos).
Shatenev determinó la dirección del grupo visual de rock y realizó su primer disfraz a medida, de acuerdo con sus propios bocetos. Los miembros restantes del grupo abandonaron el componente visual en sus imágenes. Mientras tanto, en el estudio DDT en Petersburgo, AKADO grabó su primer demo, animismo. El álbum no salió a la venta debido a una falla en la computadora en la que el material fue grabado y almacenado. Al mismo tiempo, se registró el sitio web oficial www.akado-site.com, y Shatenev y Rubtsov crearon su primera versión.
Con el tiempo, al darse cuenta del éxito de la imagen de Shatenev, el grupo acordó el componente visual y desarrolló imágenes y disfraces para todos los demás participantes. Al mismo tiempo, el equipo grabó y publicó en Internet una pista de demostración llamada "Ostnophobia".
En 2005, durante un corto período de tiempo, el tecladista DJ Katrin apareció en el grupo, con quien se tocaron varios conciertos, después de lo cual sus caminos con el grupo AKADO divergieron. Posteriormente, DJ Katrin escribió varios remixes de las canciones de la banda.
En 2006, se decidió llevar al director a la composición oficial del grupo como ingeniero electrónico y muestra, y grabó sonidos y elementos para la música de la banda como director. En la composición actualizada, el grupo ofreció varios conciertos, incluido el primer concierto de AKADO en Moscú, en el ahora desaparecido R-Club.
Al mismo tiempo, el grupo, mientras estaba en San Petersburgo, comenzó a trabajar en el EP promocional de Kuroi Aida. La grabación tuvo lugar en el estudio de San Petersburgo "Egorov". Durante la grabación del material, la banda dejó al vocalista Chaotic, quien decidió terminar de hacer música y regresar a su ciudad natal de Novosibirsk.

### Amplia fama: 2007-2008
En 2007, el grupo completó el trabajo en Kuroi Aida. El miniálbum incluía las canciones "Gilles De La Tourette", "Bo (l) ha", "Kuroi Aida", así como remixes de las dos últimas composiciones. También se incluyó un remix, que combina partes de las tres canciones: "Oxymoron". El álbum se subió a Internet para su descarga gratuita, ya que los miembros del equipo entendieron que en esta etapa de la fama, pocos estarían interesados en su trabajo, y el disco se subiría a Internet de mala calidad. El álbum ha sido descargado del sitio oficial unas 30,000 veces. En el mismo año, el grupo se mudó a Moscú.
Shatenev tomó voces sobrecargadas además de limpias, y por lo tanto decidió no tocar la guitarra durante las presentaciones en vivo. Entonces apareció un nuevo miembro en el grupo: el guitarrista Alexander "Winter" Lagutin. También parte de la voz sobrecargada fue confiada a Rubtsov ("STiNGeR"). Anna Shafranskaya llegó a desempeñar el papel de directora del grupo, organizando de inmediato varias actuaciones para AKADO en lugares de Moscú.
La banda hizo su primer video (para la canción "Bo (l) ha") y actuó en varias ciudades de la CEI. El grupo participó en muchas sesiones de fotos, se publicaron artículos al respecto en muchas revistas sobre música y cultura underground. Pero, a pesar de todo esto, las relaciones en el grupo fueron constantemente tensas. La mayor parte del grupo no compartió los puntos de vista de Nikita Shatenev sobre la estrategia adicional de su desarrollo, y como resultado, cuando el álbum debut comenzó a grabar, la formación de AKADO fue abandonada simultáneamente por el bajista de Lackryx, el baterista de Green y el guitarrista de Vinter, como resultado de lo cual solo quedaron dos miembros: Shatenew y STiNGeR.

### Actualización de estructura: 2008—2010
Durante cinco meses, el grupo no existió, después de lo cual Shatenev firmó un acuerdo de producción lineal con Diagilev Production, conservando el derecho a la producción artística y musical de AKADO. Después de una larga búsqueda en 2008, los nuevos miembros del grupo aprueban: el bajista Artyom Kozlov, quien recibió el apodo de "Miomi" en el grupo, y el baterista Vasily "Ghost" Gorshkov. Un poco más tarde, el guitarrista Dmitry "Kelly" Yugay fue aceptado en el grupo oficial.
Shatenev seleccionó lo mejor del material antiguo y el grupo nuevamente comenzó a ensayar activamente, reorganizando algunas de las canciones antiguas y trabajando en material nuevo. Como resultado, el 23 de marzo de 2008, en un concierto de Moscú en el club B2, se presentó una nueva alineación, programa de conciertos e imágenes del grupo AKADO.
En el mismo período de tiempo, después de haber firmado un acuerdo con el estudio de grabación "Uniphonix", la banda comenzó a grabar su nuevo EP "Oxymoron No. 2", que incluía la canción principal "Oxymoron No. 2", cuya música fue escrita por Miomi y la película de acción "Dirty Easter" ". Además de estas composiciones, había varios remixes en el disco, incluida una versión acústica de la canción "Oxymoron No. 2", así como un remix de esta canción del DJ británico In’r 'Voice, realizada en el estudio Spiral Starship en Londres. El disco fue lanzado en su primera tirada de 1,000 copias y se agotó por completo en un mes.
También se filmó un videoclip debut para la canción "Oxymoron No. 2". La filmación fue realizada por la compañía de San Petersburgo Project Helix, y Evgeny Priest actuó como director. El clip fue presentado en eventos especialmente organizados en San Petersburgo y Moscú y cayó en la rotación de los canales de televisión musical. Después de eso, el grupo, con el apoyo de la agencia de conciertos SYN Promotion, realizó una gira llamada "Join The Oxymoron Tour 2008-2009", que constaba de tres partes y cubría más de 30 ciudades de Rusia y países vecinos.
A principios de 2009, AKADO comenzó a cooperar con tres compañías a la vez: el fabricante danés de equipos musicales TC Electronic, el fabricante ruso de amplificadores de tubos de guitarra R’n’R Sound y la marca estadounidense de ropa juvenil Iron Fist. En honor a esto, en abril la banda realizó un Iron Fist Tour 2009. Al mismo tiempo, R’n’R Sound lanzó el AKADO - Kelly R’n’R Signature Model, un modelo de suscripción de preamplificador de tubo de guitarra diseñado específicamente con el guitarrista de AKADO Kelly en mente. Al regresar de la gira, el equipo se instaló en el estudio durante mucho tiempo para grabar su álbum conceptual debut, cuyo trabajo aún continúa en mayo de 2011. El título provisional del álbum es "AKADO - Convergence | XX XII ".

### Eventos recientes: 2010—
En marzo de 2010, después de largas discusiones, de mutuo acuerdo, el equipo dejó a Anatoly "Stinger" Rubtsov, quien ha sido el ingeniero electrónico en AKADO desde 2006. Los miembros de la banda se mantuvieron en buenos términos con su antiguo colega de teatro. A principios de 2011, el grupo estaba ocupado buscando un nuevo ingeniero electrónico.

## Datos sobre el grupo
- El grupo fue nominado para el Premio RAMP 2008 en las nominaciones: "Apertura del año", "Clip del año", "Hit del año" y se convirtió en el finalista del Premio en la nominación "Apertura del año".
- Solista del grupo Nikita Shatenev, según los resultados de la votación "Nombres de Rusia - Historical Choice 2009 "ingresó a las primeras 20 personalidades y, en la sección" Rock ruso y alternativa "de esta competencia, ocupó el tercer lugar. En este momento, participa en la votación en curso "Nombres de Rusia - Elección histórica 2010", un proyecto que es una alternativa a la votación de "Nombre de Rusia", y se diferencia de eso en que todos los candidatos en la lista son nominados por los votantes, y no predeterminados por los organizadores.
- La canción "Kuroi Aida" del EP homónimo se convirtió en la banda sonora de la serie "Daddy's Daughters" (canal STS), indicada en créditos.
- En 2009, AKADO se convirtió en el representante oficial ruso y líder de la marca estadounidense de ropa juvenil Iron Fist.
- En el mismo año, el bajista de la banda, Miomi, fue seleccionado como uno de los 24 bajistas de todo el mundo para probar el nuevo amplificador de bajo RH450 fabricado por TC Electronic, Dinamarca.
- El grupo fue nominado para los Premios de Música Alternativa de Moscú 2009 (MAMA) en nominaciones como: "Descubrimiento del año" y "Clip del año".
- En 2010, el grupo celebró un contrato con representantes de la marca estadounidense INOX y ahora es una empresa oficial en Rusia.
- El logotipo del grupo incluye dos caracteres japoneses: "орангутан" (japonés 猩 sho:, también tiene el significado "rojo brillante") e inferior "(Jap. 裏 ri o vivas).
- En el clip "Oxymoron 2", el título de la canción muestra una traducción del nombre de la canción, escrita en una letra vertical: 矛盾 語法 (jap. Mujunghoho).

## Discografía
2004 - Demo:
OSTNOFOBIA.
2007 - Kuroi AIDA (EP):
01 - Gilles de la Tourette
02 - BO GA
03 - Kuroi AIDA
04 - AIDA (DJ_Katrin Laws of Germany Mix)
05 - Gods Pain (Max Troid Fitere Remix)
06 - Oxymoron
07 - Voice training (bonus)
2008 - Oxymoron No. 2 (EP):
01 - 001
02 - Oxymoron No. 2
03 - Dirty Easter
04 - Oxymoron No. 2 (Versión Karaoke)
05 - Dirty Easter (Versión instrumental)
06 - Oxymoron No. 2 [Mezcla acústica]
07 - Thought Overload [B.F. Mix]
08 - Threeplex In ’r ’Voice [EBM Remix]
2013 - Osnofobia (Single):
01 - Osnofobia (Versión única)
02 - Osnofobia (Versión instrumental)
03 - Osnofobia (Electrónica)
04 - Osnofobia (A cappella)
2016 - DARKSIDE (EP)
01 - Dark Side
No publicado:
01 - Kuroi AIDA (remix)
02 - {The First Lady} -mix Oxímoron No. 2.
2018 - AURA (Single)
01 - AURA
02 - AURA (instrumental)

## Videografía
- 2008 - Bo (l) ha (Home video)
- 2008 - Oxymoron No. 2
- 2016 - Darkside

## Premios
Según los resultados de 2008, la revista Dark City, Akado se encontraba entre los grupos en la nominación "Apertura del año en Rusia".
- Datos: Q97352032